# Никольское (Ильинский район)
Никольское — село в Ильинском районе Ивановской области России, входит в состав Ильинского городского поселения.

## География
Село расположено в 17 км на юг от райцентра рабочего посёлка Ильинское-Хованское.

## История
В 1790 году помещица Наталья Николаевна Красенская с помощью прихожан построила в селе каменную церковь с колокольней вместо деревянной церкви. Престолов в ней было два: в холодной — в честь Святителя и Чудотворца Николая и в теплом приделе — во имя святого мученика Иоанна воина. В 1893 году приход состоял из села и деревень Федяково и Черноводка. Дворов в приходе 143, мужчин — 384, женщин — 434. С 1875 года в селе существовала приходская народная школа. В 2008 году в селе была построена деревянная Церковь Иоанна Воина.
В конце XIX — начале XX века село входило в состав Мирславской волости Юрьевского уезда Владимирской губернии.
С 1929 года село входило в состав Игрищенского сельсовета Гаврилово-Посадского района, с 1935 года — в составе Ильинского района, в 1946—1960 годах в составе Аньковского района, с 1965 года — в составе Гарского сельсовета, с 2005 года — в составе Аньковского сельского поселения.

## Население
| 1859 | 1905 | 2010 |
| ---- | ---- | ---- |
| 350  | ↘348 | ↘33  |

## Достопримечательности
В селе находятся недействующая Церковь Николая Чудотворца (1790) и действующая Церковь Иоанна Воина (2008)